# SN 2011cr
SN 2011cr – supernowa typu Ia odkryta 26 kwietnia 2011 roku w galaktyce A220451+1246. W momencie odkrycia miała maksymalną jasność 17,90m.